# Cultos de posesión
Los cultos de posesión o prácticas de posesión son doctrinas filosóficas o religiosas que tienen como principal característica la manifestación de seres espirituales mediante la incorporación en sus adeptos. Sus prácticas se basan en la creencia de que a través de una invocación y ritual específico determinados seres espirituales pueden tomar pleno control del cuerpo del practicante, en trance, y usarlo como propio. En tal estado de posesión, el mortal pronuncia el mensaje del ser superior en una lengua ininteligible. Luego se interpreta un mensaje.
Los oráculos del culto de posesión de la antigua Grecia, sobre todo el Oráculo de Delfos, son bien conocidos por intelectuales y eruditos. A diferencia de este, se desconocen cultos de posesión actuales llevados a cabo en varias partes del mundo.

## Los cultos de posesión en la Antigua Grecia
El fenómeno de la posesión espiritual depende de un tráfico de dos vías: sólo puede funcionar una vez que ambas partes creen en él. El oráculo de Delfos, que funcionó durante unos mil años, es prueba de esta afirmación, ya que ni los sacerdotes (los «profetas») que tenían que interpretar las declaraciones mánticas de la Pitia, ni la Pitia misma habrían podido engañar a los individuos y las ciudades-estado contemporáneas por un período tan largo. Ellos mismos debieron haber creído sinceramente en la autoridad y autenticidad de las profecías así dadas.
El efecto económico, que es sólo un efecto pero uno de los más espectaculares, es la acumulación de riqueza en manos de la(s) persona(s) o institución(es) que controlan el oráculo del culto de la posesión. En Delfos, sin duda, se adeudaban honorarios bastante importantes.
La hipótesis de que la creencia en el Oráculo de Delfos, donde la Pitia estaba poseída por un dios (Apolo) representa un fenómeno de un estado anterior de madurez religiosa de la humanidad, tiene que ser discutida, ya que los cultos de posesión surgen una y otra vez por todas partes del mundo, tanto en países no industrializados como en sociedades industrializadas, aunque nunca de un impacto de tan largo alcance en la sociedad en su conjunto y durante un período tan largo como el Oráculo de Delfos.
Las fuentes reflejan los puntos de vista en el mundo helénico y helenístico después del cambio que había tenido lugar en la vida religiosa con el desarrollo de la filosofía griega y el creciente escepticismo hacia los dioses antiguos. Este cambio o punto de inflexión en la historia espiritual y religiosa de la humanidad se hizo evidente en Grecia en el siglo V. Además, todos estaban familiarizados con el procedimiento que tuvo lugar en Delfos.
Entre los antiguos griegos, Delfos no fue el único oráculo de este tipo: se conocían oráculos similares: los de Apolo (Claros y Branchidae, en Asia Menor); Delos de las islas Cícladas (Didyma en Asia Menor); o de Zeus (Dodona, al sur de la región de Epiro y que se remonta a la época micénica), mientras que durante los primeros períodos, también Olimpia en el Peloponeso, era conocida como un oráculo, siendo su función como centro de los antiguos Juegos Olímpicosde fecha posterior.

## Similitudes
Todos los cultos de posesión comparten determinado conjunto de creencias, indispensables para el desarrollo de sus prácticas:
- Creencia en la vida después de la muerte.
- Creencia sobre el alma inmortal.
- Creencia en la capacidad o facultad de invocar y ser poseído por seres espirituales.

El fenómeno de la posesión solo funcionaría si todos los implicados creen en él.

## Causas
En el mundo actual los cultos de posesión siguen estando presentes. Mientras que en algunas religiones se le da a este suceso una explicación paranormal o extracorpórea, la medicina y la antropología marcan las llamadas posesiones como parte del trastorno de identidad disociativo (TID). Se diagnosticaron múltiples casos de posesión en personas con dicho trastorno mediante un estudio realizado en Uganda. Se cree que una de las posibles causas estaría ligada a la presencia de experiencias traumáticas en el sujeto.
La posesión tiene varias caras, una de ellas es la resistencia al poder político. La antropología aporta interpretaciones que excluyen las meramente religiosas.
En algunos pueblos de la era colonial mantuvieron sus creencias y cultos a pesar de la fuerte influencia de las potencias colonizadoras y sus religiones. Por ello, muchas de sus prácticas fueron calificadas de salvajismos y demoníacas, siendo rechazadas.
Los colonialistas se apoyaban en el miedo que causaban sus creencias, nuevas para los nativos, para así llamar a su propia religión como superior, remarcando la supremacía de ésta sobre las que consideraban inferiores. Todo lo que no se ajustara a los cánones de la Iglesia era considerado un enemigo. Sin embargo, muchos pueblos se adaptaron mediante ese sincretismo religioso, pero la esencia de sus creencias se mantuvo. Y muchos de los pueblos que mantuvieron esas costumbres, aunque sincretizadas, reivindicaron su estatus político a través de prácticas religiosas, entre ellas los cultos de posesión.

## Diferenciación
Los cultos de posesión pueden tener diversos orígenes por ejemplo cristianos, espiritistas o de religiosidad africana / afrobrasilera. Además de diferenciarse por su liturgia propia de su origen, se distinguen por el tipo de seres espirituales que se invocan y por el método utilizado para causar el trance de invocación en sus rituales.
| Culto de posesión          | Origen filosófico o religioso            | País de origen | Cantidad de seguidores | Seres espirituales      | Trance               |
| -------------------------- | ---------------------------------------- | -------------- | ---------------------- | ----------------------- | -------------------- |
| Espiritismo                | Espiritistas                             | Francia        | 10 a 20 millones       | Espíritus               | Meditación           |
| Umbandismo                 | Espiritistas                             | Brasil         | 200 mil                | Espíritus               | Gira, Meditación     |
| Pentecostalismo            | Cristianismo                             | Estados Unidos | 35 millones            | Espíritus Divinizados   | Oración              |
| Escuela Científica Basilio | Espiritistas                             | Argentina      | 10 mil                 | Espíritus               | Meditación           |
| Santería                   | Religiosidad africana                    | Cuba           | desconocido            | Antepasados divinizados | Sugestión            |
| Abakuá                     | Religiosidad africana                    | Cuba           | desconocido            | desconocido             | desconocido          |
| Candomblé                  | Religiosidad afrobrasilera               | Brasil         | 3 millones             | Antepasados divinizados | Sugestión            |
| Batuque                    | Religiosidad afrobrasilera               | Brasil         | desconocido            | Antepasados divinizados | Sugestión            |
| Tambor de Mina             | Espiritistas, Religiosidad afrobrasilera | Brasil         | 5 mil                  | Encantados              | Sugestión            |
| Santo Daime                | Espiritistas, Religiosidad afrobrasilera | Brasil         | 10 mil                 | Espíritus               | Sugestión, Ayahuasca |

## Postura de la Iglesia Católica y la religión
En 2015 el padre José Antonio Fortea en una entrevista realizada en el programa de televisión Al rincón de pensar conducido por Risto Mejide y transmitido por el canal español Antena 3 dejó en claro la postura teológica en contra de las prácticas espiritistas al manifestar:
1. “Las religiones monoteístas enseñan que no debemos intentar traspasar la barrera que separa este mundo del otro”.[9]
2. “Porque si existen los demonios, los demonios pueden intervenir de forma extraordinaria en nuestras vidas”.[9]

La visión de la posesión cambia dependiendo del territorio, si la religión predominante es politeísta y “espiritual” no será visto como un trastorno mental, como podría verse en la mayoría de los países donde el monoteísmo es dominante. ”La posesión ritual es una forma temporal, generalmente voluntaria y reversible. Es central y aprobado por la sociedad, y se exhibe en el contexto de las ceremonias religiosas.“ 
“De los 57 episodios de enfermedad mental, hubo aproximadamente el mismo número de episodios de locura sola, posesión sola y locura combinada con posesión. Sólo alrededor de una sexta parte de estos episodios se atribuyeron directamente al pecado. El pecado fue implicado más comúnmente como la causa de la locura o la epilepsia combinada con la posesión, mientras que la posesión sola se atribuyó al pecado en solo 1 caso. La locura sin posesión rara vez se atribuía al pecado. Este hallazgo contrastaba con la simple conclusión de Zilboorg de que en la Edad Media se creía que todas las enfermedades mentales eran el resultado del pecado.”

## Predominio de la mujer
El predomino de la figura femenina en estos cultos puede estar ligada con reglas suntuarias y patrones económicos negativos que limitaban a las mujeres a la hora de tener una dieta equilibrada, sobre todo en mujeres embarazadas. Debido a que no se consiguen los suficientes nutrientes puede llegar a ocurrir una deficiencia en el metabolismo de estas mujeres. Si los síntomas son endémicos, en una clase determinada de población serán culturalmente reconocidos y etiquetados. Esta etiqueta, para los síntomas de deficiencia nutricional comunes en las mujeres en muchas sociedades de Eurasia, África y sus colonias transoceánicas, es “posesión espiritual”.